# 白銀聖闘士
白銀聖闘士（シルバーセイント）は、車田正美の漫画『聖闘士星矢』、およびそれを原作とする同名のアニメーション作品に登場する架空の人物達である。
『聖闘士星矢 THE LOST CANVAS 冥王神話』、『聖闘士星矢EPISODE.G』、『聖闘士星矢 ギガントマキア』、『聖闘士星矢Ω』での諸設定については、それぞれ聖闘士星矢 THE LOST CANVAS 冥王神話の登場人物、聖闘士星矢EPISODE.G#白銀聖闘士、聖闘士星矢 ギガントマキア#聖闘士、聖闘士星矢Ω登場人物一覧を参照。

## 概要
基本的体術を習得した中級の聖闘士で、白銀聖衣を身に纏う聖闘士の代名詞たる存在。総勢は24名。勅命により聖域を離れ動くのは白銀聖闘士であり聖域12宮を守護し聖域から離れることができないとされる黄金聖闘士に変わって聖域外にて活動する実践部隊。同時にその実力によっては青銅聖闘士の育成 も行う、青銅聖衣は白銀聖闘士の後方支援などサポートを行う存在。
一般的な白銀聖闘士の打撃速度は、マッハ2〜5程。その力は青銅聖闘士を遥かに上回り、実力差は天と地、神と虫ケラほども違うと形容されている。劇中で登場した白銀聖闘士の多くは、格下の星矢たち青銅聖闘士に倒されているが、後に述べられた設定によれば、あくまで星矢たちが特別な存在であるためだという。また、琴座のオルフェやアニメでの瞬の師・ケフェウス座のアルビオレなど、黄金聖闘士に匹敵する実力を持つとされる者も存在する。
書籍『聖闘士星矢大全』には、過去の聖戦で失われた聖衣としてコップ星座および祭壇星座の白銀聖衣の存在が記されている。コップ星座の聖衣には傷付いた聖闘士の治癒を行う能力が備わっていたとされ、祭壇星座の聖闘士は教皇の傍に仕え、時には教皇の影武者を務めることもあったという。続編の『聖闘士星矢 NEXT DIMENSION 冥王神話』において杯座（クラテリス）の白銀聖衣が登場しているが、『聖闘士星矢大全』に記載されたコップ星座の聖衣とは形状が異なる。また、『聖闘士星矢 THE LOST CANVAS 冥王神話』において祭壇星座の白銀聖衣が登場しているが、『聖闘士星矢大全』に記載された祭壇星座の聖衣とパーツ形状はほぼ同じであるものの、オブジェ形態のパーツ構成は異なる。
なお本項で羅列する白銀聖闘士以外にも、冥王ハーデス編では慰霊地に眠る多くの白銀聖闘士が、シオンたち同様に復活したことが示唆されているが、その後の詳細は不明。

## 女聖闘士
数少ない女性の聖闘士たち。白銀聖衣は比較的重装備だが、彼女らの聖衣は例外的に軽装である。女聖闘士の掟に基き、仮面で素顔を隠している。

### 鷲星座の魔鈴
- 鷲星座（イーグル）の魔鈴（マリン）
- 年齢：16歳。身長：167cm。体重：51kg。誕生日：3月18日。血液型：A型。出身地：日本。修行地：ギリシア・聖域（サンクチュアリ）。
- 技：空拳、流星拳、イーグルトゥフラッシュ[7]
- 声：山本百合子（TV版、映画『天界編』）、井上富美子（OVA『冥王ハーデス冥界編』以降の関連作品）、喜多村英梨（セインティア翔）、井上麻里奈（ゲーム『ライジングコスモ』[8]）、瀬戸麻沙美（『聖闘士星矢 The Beginning』日本語吹替）
- 演：ケイトリン・ハトソン（聖闘士星矢 The Beginning）

星矢の師匠。星矢と同じ日本人という理由から彼の指導を任され、6年に亘る過酷な修行で星矢を聖闘士へ導いた。原作ではスパルタ教育を星矢に施し、修練時には自身は聖衣を纏って指導するほどだった（原作で最初に登場した聖衣でもある）。アニメでは、シャイナとのライバル関係は戦いになるまでに及び魔鈴はシャイナに敗れそして魔鈴は凶暴な殴打を受けるが、アイオリアによって止められる。白銀聖闘士編では私闘（銀河戦争）を繰り広げた星矢たち青銅聖闘士の抹殺のため、ミスティたちを率いて来日した。
聖域に邪悪が潜んでいること、城戸沙織がアテナであることをいち早く見抜くなど、洞察力に長けている。白銀聖闘士の中でも相当の実力者で、特に素早さにかけては群を抜いている。他の白銀聖闘士に幻覚を見せ星矢を倒したように思い込ませる空拳の使用、関節を外して束縛から脱出（原作のみ）、サトリの法を使うアステリオンに対し無心となって勝利するなど、あらゆる戦局に柔軟に対応できる。白銀聖闘士戦の最中、星矢たちにアテナを守るよう教えた。自身は聖域のスターヒルに潜入して教皇（アニメではアーレス）の遺体を発見し、教皇がすり替わっている事実を突き止める。十二宮の戦いでは毒バラに倒れた星矢の救出に現れている。直接の共闘はほとんどないが、常に星矢たちをサポートし続けた。
海皇ポセイドン編から冥王ハーデス編終盤にかけて表立った出番がなかったが、星矢の実姉・星華を捜し続けており、聖域近隣のロドリオ村で星華を発見した。魔鈴自身も日本人という以外に素性が一切知られておらず、日本人でありながら消息不明の弟を探して聖域に来たという事情から、アステリオンたちからは魔鈴が星矢の姉と疑われていた（雑誌連載時およびアニメでは魔鈴が記憶喪失になったとアステリオンが語っているが、後の単行本ではこの言葉が削除された）。星矢自身からも姉ではないかと思われていた が、星華本人が現れたことで別人と判明した。原作ではその際、自身も弟子同様姉弟が離別した辛さを理解しているがゆえに星華を探していたことを吐露し、シャイナに星矢が抱いていた想いを指摘され、仮面の下から涙を流すシーンがある。作品中で仮面を外したり外れかける場面はあるが、素顔は最後まで不明なままだった。
原作の続編として制作された映画『聖闘士星矢 天界編 序奏〜overture〜』では、魔鈴の探していた弟は天闘士となっていた斗馬と判明した。

### 蛇遣い星座のシャイナ
- 蛇遣い星座（オピュクス）のシャイナ
- 年齢：16歳。身長：166cm。体重：49kg。誕生日：3月24日。血液型：B型。出身地：イタリア。修行地：ギリシア・聖域。
- 技：サンダークロウ[14]
- 声：小山茉美（TV版、OVA『冥王ハーデス十二宮編』、映画『天界編』、聖闘士星矢Ω）、小松由佳（OVA『冥王ハーデス冥界編』以降の関連作品）、劉セイラ（ゲーム『ライジングコスモ』[15]）

天馬星座の聖衣を星矢と争ったカシオスの師匠。非常に気が強く、魔鈴とはライバル関係にあり実力は伯仲している。戦闘力は数少ない女聖闘士の中でも男顔負けといわれる。得意技のサンダークロウは蛇の毒牙に例えられる爪を繰り出し電撃のような衝撃を与えるものである。アニメではカシオスや多数の聖闘士の女子に荒稽古をつけている姿 が描かれ、妹分として幽霊聖闘士・ガイストが登場している。
白銀聖闘士編では青銅聖闘士たちの私闘（銀河戦争）の開催場であるグラードコロッセオ破壊（アニメでは星矢たちの抹殺）のため、アルゴルたちを率いて来日したが、後に沙織をアテナと見抜き、射手座の黄金聖衣が本物だと知った教皇により、沙織の拉致と黄金聖衣の奪回をも命じられる。弟子のカシオスが敗れたこともあって星矢に敵意を抱き、命を執拗に狙い幾度となく襲い掛かった。最終的には星矢に素顔を見られたことで、掟により星矢を殺すか愛するかという選択を迫られ、やがて愛するようになる。アイオリアの拳から星矢をかばって傷ついた際に、愛を告白した。
アニメでは星矢が身を挺して沙織をかばい続ける光景に嫉妬心を露にしたこともあった。また、星矢を執拗に狙う理由は素顔を見られたことに加え、かつて聖域に迷い込んだ野ウサギを密かに可愛がっていた姿を星矢に見られて自分の心の内を見透かされ、さらに修行中に負ったケガを手当てされたことから彼の優しさに触れ、闘いに明け暮れていた自分にはそれら一連のことが屈辱以外の何物でもなかったためとされた。また厳しい訓練の後、魔鈴と戦い一度は打ち負かし、執拗に攻撃を加えて魔鈴を殺そうとしたところをアイオリアに止められるというエピソードも追加されている。
星矢への愛を自覚した後は彼ら青銅聖闘士を支援し、ライバルであった魔鈴とも女同士の友情を結ぶようになる。海皇ポセイドン編では、五老峰の老師から託された天秤座の聖衣を海底神殿へ運び、7本の柱の破壊に協力した。この戦いでは海闘士のテティスをサンダークロウで倒し、また海皇ポセイドンの力から身を挺して星矢を守った。ハーデスとの戦いの際には聖域警護の陣頭指揮を執り、死んだ聖闘士が冥闘士として甦ったことをいち早く見抜いた。OVAでは星矢たちを闘いに巻き込むまいとするアテナの意思のもと、聖域を訪れた氷河と瞬の前に立ち塞がるが、シャイナを倒してでも先へ進もうとする氷河の心根の熱さに打たれ、敢えて2人を見逃した。
天界編ではアテナに替り聖域を支配したアルテミスの配下として聖域を警備し、聖域に入り込んだ星矢を実力で排除しようとしつつ、密かに彼を天馬星座の聖衣の隠し場所へと導いた。
PlayStation 2用ゲームソフト『聖闘士星矢 聖域十二宮編』では、黄道13星座説を反映させ黄金聖闘士として登場する展開がある。
続編『聖闘士星矢 NEXT DIMENSION 冥王神話』では、カリストの命令で星矢の首を狙う天闘士斗馬（トウマ）を氷河と魔鈴が撤退させたところに登場。氷河に瞬と沙織のあとを追えと忠告し、星矢が心配だという彼に対し自分と魔鈴で星矢を守ると宣言する。だが前聖戦の時代において幻の13人目の蛇遣座の黄金聖闘士の復活の兆しが見えたこと、さらに聖域で十三番目の宮、蛇夫宮の残骸をシャイナが見つけたことにより運命が大きく動くこととなる。
アニメオリジナルの続編『聖闘士星矢Ω』では主人公・光牙の師匠として登場する（聖闘士星矢Ω登場人物一覧#白銀聖闘士参照）。

## ミスティたち
白銀聖闘士編序盤に登場。魔鈴とともに、聖闘士の掟に背いた星矢たちの抹殺のために来日した。星矢たちに倒された後、アステリオン以外の3人はOVAでハーデスの力で冥闘士として復活。青銅聖闘士たちの力量を確かめるためにシベリアの氷河のもとに現れるが、聖衣も纏っていない氷河に3人まとめて瞬殺された。

### 蜥蜴星座のミスティ
- 蜥蜴星座（リザド）のミスティ
- 年齢：16歳。身長：180cm。体重：68kg。誕生日：10月11日。血液型：O型。出身地：フランス。修行地：フランス・コートダジュール。
- 技：マーブルトリパー
- 声：水島裕 （TV版）、笹田貴之（OVA『冥王ハーデス十二宮編』）、小田久史（Knights of the Zodiac）、浪川大輔（ゲーム『ライジングコスモ』[21]）

白銀聖闘士中でも屈指の美形。自分の美貌に絶対の自信を持ち、汚れることを嫌うナルシスト。一度も拳を受けたことがないため痛みを知らないと豪語する。
空拳を使って星矢を助けようとした魔鈴の思惑を見抜くなど鋭い洞察力を持つ。また、両手の高速旋回によって空気の防御壁を作り出し攻撃を跳ね返す（後に星矢が海馬（シーホース）のバイアンと対戦した際、この防御法を見た経験が勝利の一因となった）。圧倒的な力で星矢を追い詰めるが、次々に新必殺技に開眼する星矢に敗れた。
星矢の返り血が体に付着した際は、自分の体にわずかの汚れもあってはならないとし、汚れを洗い流すために海岸で全裸になり「神よ私は美しい」「アテナ以外に自分に勝る美しさはない」と自己陶酔に浸った。アニメ版の設定画には「パンツはいてません 生です」とのただし書きあり。
OVAでは氷河に瞬殺されるが、氷河の成長を見届けたことに満足して散った。

### ケンタウルス星座のバベル
- ケンタウルス星座（※ジャンプ初掲載時・アニメではサントール星座）のバベル
- 年齢：17歳。身長：185cm。体重：80kg。誕生日：2月20日。血液型：B型。出身地：イラク。修行地：ケンタウルス島。
- 技：フォーティアルフィフトゥラ（ギリシア語で炎の渦）
- 声：幹本雄之（TV版）、黒田崇矢（OVA『冥王ハーデス十二宮編』）、杉田智和（ゲーム『ライジングコスモ』）

空気摩擦で炎を起こして攻撃する技を得意とする。聖域からの刺客として氷河を仕留めようとするが、倒したのはムウの幻惑により影武者に仕立て上げられたブラックスワンだった。後に本物の氷河と対峙し、炎すら凍らせるほどに成長していた氷河の小宇宙を侮り敗北した。
アニメでは、グラードコロッセオ跡で青銅聖闘士5人を相手に善戦したが、鋼鉄聖闘士の乱入もあって氷河に敗れる。死の瞬間、沙織をアテナと見抜き、来世でも聖闘士として戦うことを誓いつつ沙織の見守る中で息絶える。
OVAでは再び氷河の前に敗れ、自分達3人の白銀聖闘士を一度に倒した彼に「強くなったな」と成長を認め、アテナを託して息絶える。
星座名が「サントール」（ケンタウルスのフランス語表記'Centaure'の読み）から「ケンタウルス」に変更になった点については、作品関連の各媒体においても特に言及はされていない。
ファミリーコンピュータ用ゲーム『聖闘士星矢 黄金伝説』では、「バベルセイント」と呼ばれている。
また、ケンタウルス座は本来半人半馬の姿をしているが、聖衣のオブジェ形態は馬のような四肢を持つ哺乳類の姿をしている。

### 白鯨星座のモーゼス
- 白鯨星座（ホエール、※ジャンプ初掲載時・アニメではカイトス）のモーゼス
- 年齢：17歳。身長：205cm。体重：130kg。誕生日：8月2日。血液型：A型。出身地：ニュージーランド。修行地：ニュージーランド。
- 技：カイトススパウティングボンバー
- 声：戸谷公次（TV版）、金子英彦（OVA『冥王ハーデス十二宮編』）、稲田徹（Knights of the Zodiac）、鷲見昂大（ゲーム『ライジングコスモ』）、諏訪部順一（中国版『ライジングコスモ』）

隻眼で全身傷だらけの巨漢。相手を高々と投げ上げるなどの力技を得意とする。アステリオンのサトリの法で技を封じ込められた魔鈴を倒し、魔鈴を囮に星矢をおびき出すが、魔鈴を痛めつけたことに逆上した星矢の前に敗れ去った。
星座名の読みが「カイトス」から「ホエール」になった理由については、バベルと同様に明らかにはされていない。技名はギリシャ名「カイトス」冠のままとなっている。

### 猟犬星座のアステリオン
- 猟犬星座（ハウンド）のアステリオン
- 年齢：16歳。身長：183cm。体重：75kg。誕生日：2月20日。血液型：B型。出身地：デンマーク。修行地：オーストリア・ブロッケン山。
- 技：ミリオンゴーストアタック
- 声：林一夫（TV版）、駒田航（セインティア翔）、新井良平（Knights of the Zodiac）、井上雄貴（ゲーム『ライジングコスモ』）、福山潤（中国版『ライジングコスモ』）

相手の心を読むサトリの法（アニメでは「読心術」）の使い手。分身して多方向から蹴りを繰り出すミリオンゴーストアタックはマッハ2の速度を持つ（原作では星矢の流星拳を完全に破った唯一の技である）。モーゼスに助言を与え魔鈴の技を封じ込めた上、魔鈴を星矢の実姉と推測し、星矢をおびき出す囮に使った。
星矢の攻撃も次々に見破り窮地に追い込むが、その間に魔鈴が拘束から脱出。心を無にして闘う彼女にはサトリの法が通じず、敗れた。魔鈴に敗れる際の描写が原作とアニメとで異なり、原作ではとどめを刺されず聖域まで帰還する余力を残されているが、アニメではミスティやモーゼスと同様に絶命したように描かれている。
名前になっているアステリオンとは、りょうけん座の星座絵に描かれている南北2匹の猟犬のうち、北側の犬の名前である。

## アルゴルたち
ミスティたち同様に私闘を演じた星矢たちへの罰としてシャイナとともに来日、その開催場であるグラードコロッセオを破壊した。その後にシャイナ同様に教皇の指示により、黄金聖衣の奪回と沙織の拉致を目論むも、一輝や紫龍らの前に敗北を喫した。アニメではグラードコロッセオ破壊のエピソードはなく、星矢たちと闘った経緯はそれぞれ異なる。
OVAではジャミアン以外の3人は、ミスティたち同様に冥闘士として復活。紫龍のもとに現れるが、すでに紫龍は白銀聖闘士以上の成長を遂げており、視力を失った上に聖衣を纏っていない彼の前に3人まとめて瞬殺された。

### 烏座のジャミアン
- 烏座（クロウ）のジャミアン
- 年齢：17歳。身長：166cm。体重：56kg。誕生日：7月27日。血液型：A型。出身地：イギリス。修行地：イギリス・スコットランド。
- 技：ブラックウイングシャフト
- 声：龍田直樹、吉野裕行（ゲーム『ライジングコスモ』）

無数のカラスを兄弟と呼んで手足のごとく操る。カラスたちから紐でぶら下がって飛行したり、他の者を連れ去らせることも可能。
黄金聖衣奪回と沙織の拉致を阻んだ星矢と戦い、カラスの羽根を全身にまとわりつかせるブラックウイングにより星矢を行動不能にするが、彼の高まった小宇宙で脱出される。雄大な小宇宙を持つ沙織がアテナだとわからぬまま、暗黒聖闘士戦から復活を遂げた一輝の一撃で吹き飛ばされた。原作では生死不明。
アニメでは沙織の小宇宙によりカラスたちに裏切られ、錯乱して崖下に転落、岩に叩きつけられて死亡する。烏の鳴き声のような奇声とともに烏の形をした炎をまとう拳も繰り出しているが、技名は設定されていない。

### 地獄の番犬座のダンテ
- 地獄の番犬座（ケルベロス）のダンテ
- 年齢：17歳。身長：185cm。体重：93kg。誕生日：3月29日。血液型：AB型。出身地：イタリア。修行地：イタリア・シチリア島。
- 技：地獄の鋼球鎖
- 声：村山明（TV版）、小嶋一成（OVA『冥王ハーデス十二宮編』）、祐仙勇（ゲーム『ライジングコスモ』）

聖衣に装備された地獄の枷といわれる鋼球鎖での攻撃を得意とする。
気性が激しい上に自信家であり、一輝がアルゴルに挑むところに割り込んで再度戦おうとしたが、そこに駆けつけた瞬と対峙し、星雲鎖の威力の前に鋼球鎖を砕かれ敗れ去った。
アニメでは原作よりも善戦しており、自らを鋼球と化すなどの闘技を使用した。体形が原作よりスリムになっている。カペラと共に氷河と瞬を襲い、瞬と鎖対決を繰り広げた。一度は瞬を破り、カペラにダメージを与えられダウンした氷河とまとめて鎖で繋ぎ、谷底へ放り投げた。続いて一輝と戦うがあっけなく敗れ去る。白銀のプライドのために立ち上がり再度挑むが瞬に阻まれた。一輝から受けたダメージのために全力を出し切れず、聖衣と鋼球鎖を星雲鎖で砕かれ、谷底に落とされ死亡。
なお、前聖戦時（18世紀半ば）にはケルベルス座が存在していたが、20世紀になって国際天文学連合が88星座を固定した際にケルベルス座は抹消されたため、原作に登場した中で唯一守護星座が現存しない聖闘士である。

### 御者座のカペラ
- 御者座（アウリガ）のカペラ
- 年齢：17歳。身長：183cm。体重：80kg。誕生日：8月21日。血液型：B型。出身地：ギリシア。修行地：ギリシア・聖域。
- 技：円盤（ソーサー）攻撃
- 声：森功至（TV版）、小西克幸（OVA『冥王ハーデス十二宮編』）

聖衣に装備された円盤に小宇宙を込めて放つ攻撃を得意とする。攻撃用の聖衣の装備品は武具ではなくあくまで牽制や戦闘補助が目的だが、この円盤も例外ではなく、カペラの真の必殺技は別にあるが、作中では披露していない。
一輝を円盤攻撃で仕留めたと思われたが、既に幻魔拳で精神を破壊されており、自身が止めを刺された後だった。
アニメではダンテと共に氷河と瞬を襲い、氷河と一騎討ち。無数のソーサーの幻覚で氷河を惑わし、ダイヤモンドダストを撃たせ、隙を突いてソーサーを氷河の背後へ仕向けて大きなダメージを与えた。原作では幻覚の中の出来事だった両手首の切断は、アニメ版では現実のものとなっている。
聖衣のオブジェ形態は、実際の星座のモチーフになっている御者（ギリシャ神話に登場するアテネ王エリクトニオス）の姿ではなく、エリクトニオスが発明した戦車（馬車）を模したものとなっている。

### ペルセウス座のアルゴル
- ペルセウス座のアルゴル
- 年齢：17歳。身長：188cm。体重：83kg。誕生日：11月11日。血液型：A型。出身地：サウジアラビア。修行地：オーストリア。
- 技：ラスアルグールゴルゴニオ（アラビア語でゴルゴーンの悪魔〈の頭〉という意味）
- 声：神谷明（TV版）、小野坂昌也（OVA『冥王ハーデス十二宮編』）、羽多野渉（ゲーム『ライジングコスモ』）

白銀聖闘士の中でも屈指の実力者で、一連の白銀聖闘士戦で最大の難敵とされる。一輝からダンテやカペラ以上の小宇宙の持ち主と評され、自らも2人とは違うと言い切った。
怪物メドゥサの首で海の魔物を石化した英雄ペルセウスと同様、聖衣には相手を石化する能力を持つ「メドゥサの盾」が備えられている。盾は普段は背中に装備され、戦闘では左手に装着する。盾に浮かんだメドゥサの目から発せられる石化の力は、相手が目を閉じていても瞼を通して網膜へ飛び込む。この魔力をもって瞬、氷河を石に変え、紫龍の左半身も石化させた。しかし自らの両目を潰して盾の力を無効化した紫龍の廬山昇龍覇を受け、盾ごと砕かれて敗れた。
アニメでは、聖域へ偵察に向かった星矢たちと地中海の小島でシャイナ、スパルタンと共に闘いを繰り広げ、瞬と星矢を石に変える。紫龍との闘いの中盤に鋼鉄聖闘士の乱入もあったが、後の敗北までの展開は原作同様。
原作では一輝にも余裕をもって対する不敵な自信家というだけであった（紫龍に敗れる際、彼の決死の覚悟を認めつつ倒れるという正義の聖闘士らしさは垣間見える）が、アニメでは聖域からの脱走者が許しを乞うた際、見逃すそぶりをしつつ始末するといった残忍さ、アイオリアに傲慢な態度で接する邪悪さも見せている。
公式書籍『アニメ・スペシャル3』上で発表された人気投票ではアイオリアと同票で、男性の白銀聖闘士で唯一20位以内にランク入りしている。

## シリウスたち
星矢たちの抹殺にアイオリアが派遣された際、彼の監視役として派遣された3人。白銀聖闘士戦で重傷を負った星矢を3人がかりで痛めつけるが、射手座の黄金聖衣をまとった星矢の反撃でまとめて倒された。
OVAではミスティたち同様に冥闘士として復活、日本の瞬のもとに現れ、闘いを拒む瞬を3人がかりで容赦なく痛めつけるが、闘いの決意を固めた瞬に3人まとめて倒された。

### 巨犬座のシリウス
- 巨犬座（カニスマヨル）のシリウス
- 年齢：17歳。身長：185cm。体重：86kg。誕生日：1月6日。血液型：O型。出身地：東ドイツ。修行地：ギリシア・聖域。
- 技：グレートマウンテンスマッシャー（※OVAのみ）
- 声：沢木郁也（TV版）、高山善廣（OVA『冥王ハーデス十二宮編』）、酒巻光宏（セインティア翔）

均整の取れた中肉中背の聖闘士。白銀聖闘士編では戦闘の場面がなく、OVAでの再登場時に初めて拳を揮う。自分たちを倒した瞬の成長ぶりに驚愕しつつ、「これなら……」と言い残して、笑みを浮かべて息絶えた。
OVA版で声を担当した高山善廣は本職の声優ではなくプロレスラー。高山が熱烈な星矢ファンであることが出演の理由で、OVAで初披露された必殺技グレートマウンテンスマッシャーは、本作のために車田が高山の名前からネーミングしたもの。
なお公式資料で巨犬座のルビは「カスマニヨル」と誤植されていることがある。

### ヘラクレス星座のアルゲティ
- ヘラクレス星座のアルゲティ
- 年齢：17歳。身長：240cm。体重：180kg。誕生日：8月15日。血液型：O型。出身地：アフリカ。修行地：ウガンダ。
- 技：コルネホロス（ギリシア語で「棍棒を持つ者」の意味）
- 声：郷里大輔（TV版）、今村直樹（OVA『冥王ハーデス十二宮編』）、木村隼人（セインティア翔）

肉体的なパワーだけなら全聖闘士中でも随一で、必殺技のコルネホロスはモーゼスのカイトススパウティングボンバーより強力とされる。巨漢怪力の反面、機敏性には難がある。
名前のアルゲティは、ヘルクレス座α星の固有名「ラス・アルゲティ」から取ったものであり、必殺技のコルネホロスは、同β星の固有名である。

### 銀蝿座のディオ
- 銀蝿座（ムスカ）のディオ（※ジャンプ初掲載時・アニメ[38]ではディオス）
- 年齢：16歳。身長：160cm。体重：56kg。誕生日：7月10日。血液型：B型。出身地：メキシコ。修行地：メキシコ・メキシコ高原。
- 技：デッドエンドフライ
- 声：田中亮一（TV版、OVA『冥王ハーデス十二宮編』）、田所陽向（セインティア翔）

抜群の跳躍力を誇り、空中戦を得意とする小兵。驚いた際に「はえっ!?」と奇声を上げた。

## その他

### 矢座のトレミー
- 矢座（サジッタ）のトレミー
- 年齢：16歳。身長：180cm。体重：73kg。誕生日：6月16日。血液型：B型。出身地：リビア。修行地：エジプト・テーベ。
- 技：ファントムアロー
- 声：小林通孝（TV版）、沼田祐介（LEGEND of SANCTUARY）、若林佑（セインティア翔）、岡本信彦（ゲーム『ライジングコスモ』）

打倒教皇のために聖域へ乗り込んだ星矢たちを闘技場で待ち構えた。最初はフードをかぶった案内人の姿を装い、星矢たちに多数の幻影の矢を放つファントムアローで奇襲をかけた。星矢の流星拳で倒されるが、幻影の矢に黄金の矢を紛れ込ませており、真の目的はこの矢を沙織の胸に打ち込むことであった。この矢は刺さってから12時間で相手の命を奪うもので、矢を抜くためには教皇の力が必要とされたため、星矢たちは教皇の間を目指して12時間以内に十二宮を突破することを強いられ、黄金聖闘士たちとの死闘が繰り広げられることとなる。
矢座の星座絵は1本の矢であるが、聖衣のオブジェ状態は矢を握った右腕の姿をしている。

### ケフェウス星座のダイダロス
- ケフェウス星座のダイダロス（※アニメではアルビオレ[40]）
- 年齢：19歳。身長：187cm。体重：89kg。誕生日：4月30日。血液型：A型。出身地：アルゼンチン。修行地：エチオピア・アンドロメダ島。
- 声：野田圭一、日野聡（ゲーム『ライジングコスモ』）

瞬、ジュネの師匠。その強さと誠実さから、多くの聖闘士たちの信頼を集めていた。弟子への指導では手厳しい態度も見せていたが、瞬・ジュネとも彼を尊敬しており、聖闘士の称号を得た瞬がアンドロメダ島を発つ際、「瞬の小宇宙は星雲鎖に頼る必要がないほど強大に育った」と認めていた。戦闘の場面はないが、抹殺のために黄金聖闘士が派遣されることから、かなりの実力者とみられる。不得手な闘法を持たない技巧派であり、ケフェウス星座以外の聖衣の装備品についても熟知している。戦うシーンは描かれていない。
教皇に対して疑問を持ち、聖域への招集にも自らの意思で参加せず、また何人かの聖闘士が彼に同調したため、聖域の勅命により黄金聖闘士・魚座のアフロディーテに抹殺された。ジュネは瞬の聖域行きを阻止しようとしてその事実を伝えるが、それがかえって瞬に戦う目的を与える事となり、最終的にアフロディーテを倒して師の敵討ちを果たしている。
アニメのアルビオレは、白銀聖闘士ながら黄金聖闘士に匹敵する力量の持ち主とされる。原作でダイダロスが登場する以前にオリジナルデザインで登場しており、瞬のように鎖を使う。刺客として派遣された蠍座のミロに抹殺されたものと思われていたが、実はミロはアルビオレの前に苦戦を強いられており、密かにアンドロメダ島へ向かっていたアフロディーテが毒薔薇を放って闇討ちでアルビオレの動きを封じ、実質的に仕留めていた。

### 琴座のオルフェ
- 琴座（ライラ）のオルフェ
- 年齢：19歳。身長：173cm。体重：60kg。誕生日：11月15日。血液型：A型。出身地：ギリシア。修行地：ギリシア・聖域。
- 技：ストリンガーノクターン、デストリップセレナーデ、ストリンガーフィーネ
- 声：神谷浩史、狩野翔（ゲーム『ライジングコスモ』）

実力は黄金聖闘士をも凌ぐという伝説の聖闘士。神すら心酔させるほどの竪琴の名手でもあり、その琴の音色は教皇や黄金聖闘士たちにも慕われ、悩める人々の心を癒したといわれる。闘いにおいても、体を使った武術ではなく竪琴の音色や弦を操っての攻撃を得意とする。
数年前に恋人のユリティースが毒蛇に咬まれて死んだ後、冥界に赴いてハーデスに彼女を生き返らせて欲しいと懇願する。奏でる琴の音色に心を動かされたハーデスは願いを聞き入れ、「地上まで決して後ろを振り返ってはならない」と忠告した上で地上への道へと帰す。しかしユリティースと共に地上への帰途の途中、突如現れた光を地上の光と思い込みあと一歩のところで振り返ってしまい、彼女を生き返らせることに失敗する。彼女の生前、オルフェはずっとそばで竪琴を引き続けると約束していたため、その後も冥界に留まり、約束どおり竪琴を奏でて彼女の霊を慰めていた。そのため聖域では行方不明扱いとなり、死んだという噂すら流れていた。
ハーデスとの聖戦の際に冥界へ乗り込んできた星矢たちとの出会いを通じ、一度死んだ人間を生き返らせようとした自分の行ないを間違いと悟り、再びアテナの聖闘士として戦うことを決意。パンドラの鏡を用いて地上の光と錯覚させ、冥界に留まるきっかけを作った冥闘士・天獣星スフィンクスのファラオを一蹴し、星矢たちと共にハーデス打倒を決意する。策をこうじてハーデスの元に乗り込むも、ラダマンティスに企みを見破られ、不意打ちを受けて瀕死の重傷を負う。決死の反撃を行うものの自身の限界を悟り、力尽きる直前星矢に後を託した。

## アニメオリジナルの白銀聖闘士
ケフェウス星座のアルビオレ
原作のダイダロスに相当。瞬の師という設定は共通するものの、原作に先んじて当初はアニメオリジナルとして登場したため、デザインが大幅に異なる。
孔雀座（パーヴォ）のシヴァ
声：中原茂
技：千手神音拳
乙女座のシャカの弟子の中でも1,2の屈強を誇る高弟の一人。光明真言を唱え、師直伝の奥義・千手神音拳を得意とする。シャカに似た高慢な性格で、子供すら平気で殺そうとする冷酷さも見せる。アゴラと共にカノン島にいた一輝を襲った。シャカの説法を受け無の状態にある精神は、幻魔拳すら通用しない。シャカの小宇宙の助けにより一輝の動きを封じ追い詰めるが、アテナによりシャカの小宇宙を断たれ、起死回生の鳳翼天翔の前に敗れる。一輝に「地獄に落ちる前に罪を償うように」と言われ、命は助かる。完全アニメオリジナルの白銀聖闘士で唯一、守護星座が実在する。
ゲーム『聖闘士星矢 ライジングコスモ』には登場しないが、代わりに「孔雀座のマユラ」が登場する。名前は『聖闘士星矢 セインティア翔』に登場するキャラクターと同じだが、デザインはオリジナルでシヴァを女性化したようなものとなっている（中国版では名前表記はシヴァだが、ボイスではマユラとなっている）。
蓮座（ロータス）のアゴラ
声：土師孝也
技：蓮華爆砕拳
乙女座のシャカの弟子の中でも1,2の屈強を誇る高弟の一人。小宇宙で作り出した蓮の花が開くとき小宇宙が完全燃焼する。シャカの言葉を神の言葉に等しいとし、シヴァとともに一輝を襲った。シヴァより格上であり、余裕をもって一輝に対したり、慎重な一面を見せる。光明真言を唱えて空中浮遊するなど、超能力のような技もあった。シヴァ同様、一輝に倒されるが命は助かる。なお、天文学史上「蓮座」が存在した事実はなく、完全なアニメのオリジナル聖闘士である。
蜘蛛座（タランチュラ）のアラクネ
声：山口健
技：タランチュラネット
アーレスによる射手座の黄金聖衣の所在捜索中、超能力者であるムウの助力を得るためにジャミールへ派遣されるが、途中でジャンダーラの秘境で星矢と対峙する。腰を落とし前屈した、さながらクモのような構えから放つエネルギーの糸で星矢の小宇宙を吸い取って苦しめるが、救援に駆けつけた鋼鉄聖闘士の翔に技を封じられ、星矢の流星拳により敗れる。放映当時の公式書籍では「タランチュラのアラクネ」とのみ表記されており、守護星座名の記述が存在しなかったが、放映後の各媒体で「蜘蛛座」と表記されるようになった。なお、天文学史上「蜘蛛座」が存在した事実はなく、完全なアニメのオリジナル聖闘士である。

## 関連用語
白銀聖衣（シルバークロス）
白銀の輝きを放つ防具。装備は青銅聖衣よりも重装備だが黄金聖衣ほどではなく、ちょうど両者の中間程度。低温耐久性は青銅聖衣より優れ、摂氏－200℃以下をもってしなければ凍結させられない。聖衣自体には一部のものを除き特別な能力はない。これは白銀聖闘士が完成された聖闘士であり、聖衣の能力で自身の技量を補う必要がなく、防具として特化されているためである。青銅聖闘士#青銅聖衣の項も参照。